# Конкка Унелма Семенівна
У́нелма Семе́нівна Ко́нкка (рос. Унелма Семёновна Конкка, фін. Unelma Konkka; *21 серпня 1921, Конколово, РСФСР — 4 травня 2011, Лаппеенранта, Фінляндія) — радянська російська поетеса, прозаїк, перекладачка, фольклористка. Кандидат філологічних наук, старший науковий співробітник ІМЛІ КарНЦ РАН, член Спілки письменників СРСР (1981).

## Біографія
Сім'я.
Унелма Конкка народилася у селі Конколово (фін. Konkkala) неподалік поселення Токсово Шліссельбургського повіту Петроградської губернії (нині Всеволожский район Ленінградської області), десятою дитиною в родині інгерманландських селян. Родова назва дому — Корвела.
Батько — Сімо Конкка, до революції був старостою села, обирався мировим суддею. Він всіляко заохочував читання у своїй багатодітній сім'ї, завдяки йому в домі завжди було багато книг від Біблії до Карла Маркса і Жана-Жака Руссо. Мати — Катрі Ванханен. Загалом у родині було дванадцятеро дітей, п'ятеро з них померли у дитинстві.
На початку червня 1921 року, у зв'язку з амністією за результатами Тартуського мирного договору, родина Конкка повернулась додому з Фінляндії, куди вимушена була тікати в 1919 році від репресій, здійснюваних радянською владою щодо жителів Північної Інгерманландії. 21 серпня народилася Унелма.
Події періоду становлення.
- У 1931 році родину Конкка розкуркулили, батька й мати з дітьми Урхо та Унелмою вислали до Сибіру. Після двох років заслання матері з дітьми дозволили повернутись із Сибіру, але їхати довелося не додому, оскільки рідна домівка була конфіскована, а до Карелії в село Ругозеро, де старша сестра Унелми, Хілма, працювала вчителькою. Батька ж, навпаки, з Західного Сибіру вислали ще далі, до північно-східної Якутії, у район Верхоянська, де він і помер у 1933 році.
- Згодом Хілму перевели вчителювати в село Реболи, там Унелма закінчила сьомий клас.
- У 1936 році Унелма переїхала до Петрозаводська, де 2 роки навчалася на робітфаку, відтак вступила до місцевого педінституту. У 1939 році через радянсько-фінську війну навчання було перервано.
- У 1940 році Унелма Конкка продовжила навчатися у Карело-Фінському державному університеті, створеному на базі Педагогічного інституту. Воєнні роки Унелма провела в евакуації в Удмуртії, працювала у підсобному господарстві Іжевського військового заводу.
- У 1944 році вона повернулась до Петрозаводська, незабаром з евакуації до Сиктивкара повернувся університет, перейменований на Петрозаводський державний.
- У 1946 році Унелма закінчила Петрозаводський державний університет і поїхала за розподілом у Тарту, де викладала в школі російську мову та літературу.
- У 1947 році вона була прийнята в аспірантуру Петрозаводського університету.
- У 1948 році взяла академічну відпустку, переїхала у Калевальський район, селище Ухту, де п'ять років викладала в школі російську мову та літературу.
- У 1953 році Унелма продовжила навчання в аспірантурі з фольклористики при Інституті Світової літератури.
- У 1957 році, повернувшись до Петрозаводська, вона почала працювати у Інституті мови, літератури та історії Карельського філіалу АН СРСР, де й працювала впродовж наступних 20 років.
- У 1966 році захистила кандидатську дисертацію на тему: «Карельская сатирическая казка», на її основі була видана однойменна монографія.

Письменницька діяльність та вивчення жанру голосіння.
Також У. Конкка опублікувала два томи карельських казок, які налічували загалом 1000 сторінок і 171 казку, де було представлено всі регіони Карелії та основні, характерні для цих регіонів сюжети. У перший том — «Карельские народные сказки [Архівовано 25 серпня 2021 у Wayback Machine.]» (Наука, 1963 рік) — увійшли північнокарельські та сегозерські казки, у другий том — «Карельские народные сказки. Южная Карелия [Архівовано 25 серпня 2021 у Wayback Machine.]» (Наука, 1967) — казки ліввіков і людиків. Оригінали казок опубліковані місцевими говірками, тому можуть слугувати важливим джерелом для вивчення карельської мови.
Унелма Конкка займалась збиранням фольклору в різних районах Карелії. Особливо її вабили багаті народні традиції Сегозер'я, де вона вперше побувала у 1967 році. У Паданах, за її участю, був організований комплексний загін, куди ввійшли фольклористи, етнографи, мовники й фінські вчені, що впродовж 1972—1976 років здійснював дослідження, за результатами яких вийшли дві книги, що включали місцевий фольклорний і етнографічний матеріал. Авторами першої — «Духовная культура сегозерских карел конца XIX — начала XX в. [Архівовано 25 серпня 2021 у Wayback Machine.]» (Наука, 1980 рік), є Унелма Конкка та її син Олексій, який написав розділ про свята. Зібраний ними матеріал є унікальним, а книгу побудовано як публікацію усних оповідок про обряди та свята з супровідними аналітичними статтями. У книзі також представлено характерний для Сегозер'я, найдавніший жанр обрядового фольклору — голосіння.
У 1960—1970-ті роки в СРСР та Фінляндії значно зріс інтерес фахівців до маловивченого жанру голосінь. У Карелії мало не в кожному районі були свої, унікальні традиції причети. Унелма Конкка займалась їхнім дослідженням з точки зору функцій і місця голосінь у похоронному і весільному обрядах, результатом чого стала її монографія «Поэзия печали. Карельские обрядовые плачи», підготовлена до друку 1975 року.
Подальший розвиток робіт та реакція публіки.
Провідні радянські російські фольклористи Борис Миколайович Путилов і Кирило Васильович Чистов надали науковій роботі високу оцінку й рекомендували представити дану монографію як докторську дисертацію. Однак керівництво Інституту разом з партійними органами визнало дослідження ідеологічно невитриманим, відтак з виробництва книгу зняли.
У 1985 році її монографія була опублікована у Фінляндії по-фінськи, у серії публікацій Товариства фінської літератури під назвою «Ikuinen ikävä. Karjalaiset riitti-itkut [Архівовано 25 серпня 2021 у Wayback Machine.]» («Вічний сум. Карельські обрядові плачі»). Ця праця — виняткове явище в царині вивчення жанру, перше монографічне дослідження карельських голосінь. Російською книга була опублікована через 7 років, у 1992 році. Дотепер вона лишається настільною книгою фінських і карельських фольклористів.
Починаючи з 2004 року Унелма Конкка проживала у Фінляндії.
У 2014 році перша частина монографії «Поезія суму» була опублікована японською мовою у перекладі Рьоко Ямагуті.
Загалом Унелма Конкка є авторкою понад ста наукових публікацій.
Окрім того, Унелма Конкка відома і як поетеса та прозаїк, яка писала фінською мовою під псевдонімом Катрі Корвела [Архівовано 25 серпня 2021 у Wayback Machine.]. Від 1981 року — член Спілки письменників СРСР. Свої поетичні твори вона писала верлібром. Її вірші перекладені естонською, угорською, мордовською мовами. Займалась перекладами мистецької літератури з фінської на російську.
Титули та членства.
Член фінського Літературного Товариства, Товариства «Калевали», Товариства Кастрена, Міжнародної асоціації фольклористів, Карельського просвітницького товариства.

## Родина
Чоловік: Пекка Пертту — письменник.
Сини: Олексій Конкка — етнограф; Арві Пертту — письменник.
Старший брат: Югані Конкка (1904—1970) — фінський письменник.

### Монографії
- Карельская сатирическая сказка / Л.: Наука, 1965. — 152 с. (рос.)
- Духовная культура сегозерских карел конца XIX — начала XX века / АН СССР. Карел. филиал. Ин-т языка, лит. и истории;. — Л.: Наука, 1980. — 214 с., ил. (рос.)
- Ikuinen ikava: karjalaiset riitti-itkut. — Helsinki: Suomalaisen kirjallisuuden seura, 1985. — 206 s.(фін.)
- Поэзия печали: Карел. обрядовые плачи / Петрозаводск: КНЦ РАН, 1992. — 295 с.: ил.

### Фольклорні збірки
- Карельские народные сказки / Петрозаводск, 1959. — 207 с. (рос.)
- Игла, белка и рукавица: Карел. сказки / М.: Детгиз, 1960. — 157 с.: ил. (рос.)
- Карельские народные сказки / М.; Л., 1963. — 528 с. — Текст парал.: карел., рус.
- Карельские народные сказки: (Южная Карелия) / Л.: Наука, 1967. — 520 с. — Текст парал.: карел., рус.
- Sinipetra: karjalaisia satuja / Petroskoi, 1969. — 160 s.: kuv. [Голуба важенка] (фін.)
- Карельские сказки / Пер. с карел.; Петрозаводск: Карелия, 1971. — 160 с.: ил. (рос.)
- Карельские народные сказки / М.: Дет. лит., 1972. — 128 с. (рос.)
- Кантелетар: Избранные песни / М.: Современник, 1985. — 399 с. (рос.)
- Сказки Эро Салмелайнена / М.: Современник, 1991. — 320 с.: ил. (рос.)
- Волшебный короб: Фин. народные сказки / Петрозаводск: Карелия, 1993. — 191 с.: ил. (рос.)
- Avaimeton vakka: Suomalaisia kansansatuja / Petroskoi: Karjala, 1993. — 192 s.: kuv. [Чарівний козуб](фін.)

### Художня література
- Aikojen aania kuuntelen: Runoja / Petroskoi: Karjala, 1977. — 52 s. [Слухаючи голоси часів] (фін.)
- Kevatvyory: Karjalan kirjailijain ja kynailijain julkaisu. — Petroskoi, 1980. — 270 s., [Весняний потік] (фін.)
- Minun maani: Neuvosto-Karjalan suomenkielista runoutta vuosilta 1941—1979 / Petroskoi, 1981. — 366 s. — Sisallosta: K. Korvela — S. 315—319. [Моя країна] (фін.)
- Uinuvat vaarat: Runoja / Petroskoi: Karjala, 1983. — 38 s. [Сопки дрімають] (фін.)
- Я волю дал любви: М.: Современник, 1985. — 111 с. (рос.)
- Laulu lokakuulle: Runoantologia. — Petroskoi: Karjala, 1987. — 207 s. [Пісня Жовтня] (фін.)
- В утро жизни…; Не сердитесь, дети… Петрозаводск: Б.и., 1994. — С. 52—53. (рос.)
- У заброшенной хижины:: Стихи, Здесь начинаются дороги: Антология писателей
- Virran tuolla puolen: Kertomuksia. — Petroskoi: Karjala, 1996. — 127 s. [Той чарівний берег] (фін.)
- Heijastuksia: Runoja vuosilta, 1966—1999 / Petroskoi: Periodika, 1999. [Відображення] (фін.)